# Erdem Can
Erdem Can (Ankara, 3 novembre 1980) è un allenatore di pallacanestro turco.

## Palmarès

### Individuale
- ULEB Eurocup Coach of the Year: 1

Türk Telekom: 2022-2023